# Tlstý javor

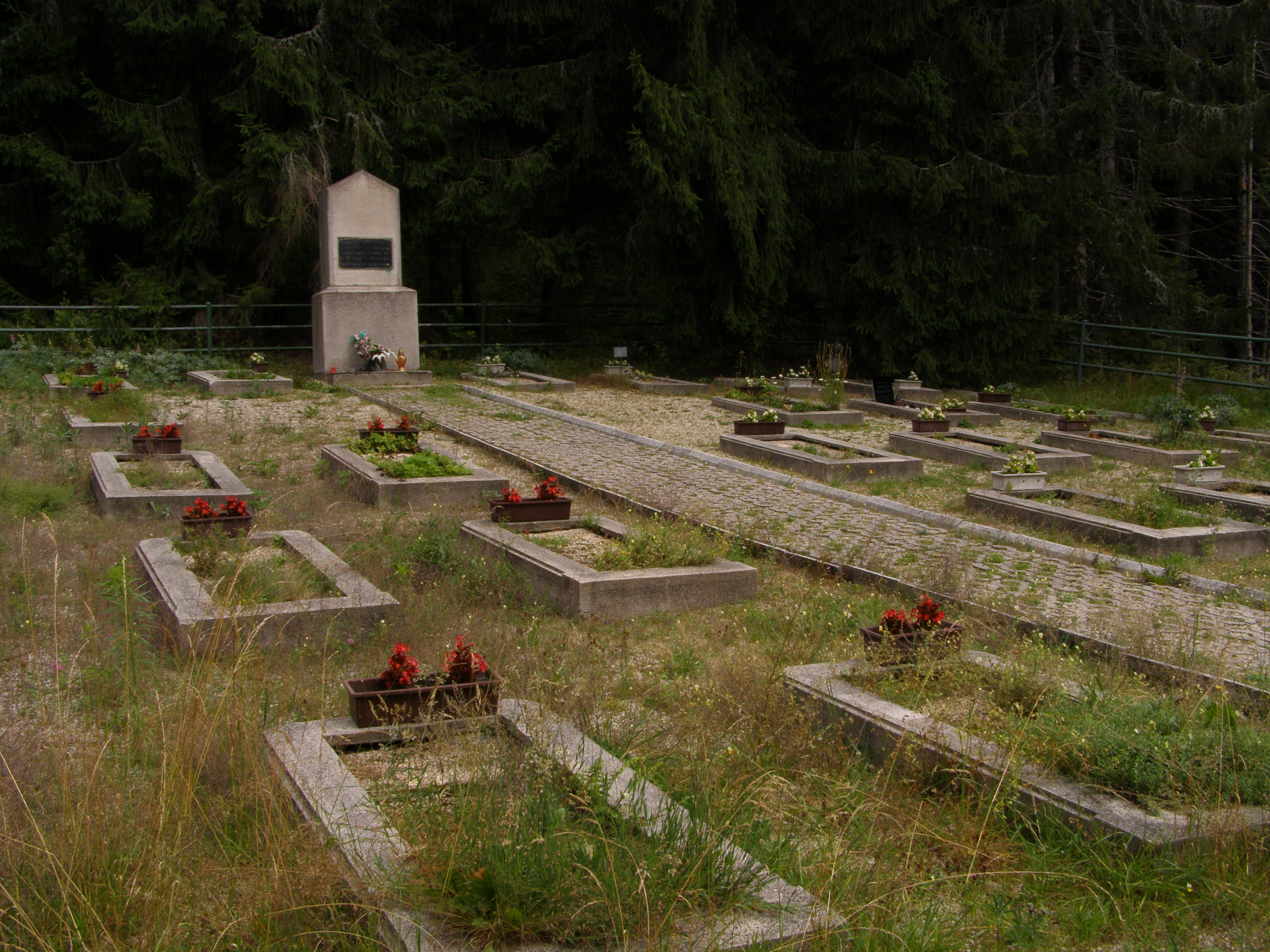
Cmentarz wojenny na przełęczy Tlstý javor

Tlstý javor (1019 m n.p.m.; słow. sedlo Tlstý javor) – wysoka przełęcz w Rudawach Weporskich na Słowacji, w ich bocznym grzbiecie, w grupie zwanej Balocké vrchy.
Leży pomiędzy szczytami Tlstý javor (1068 m n.p.m.) na północnym zachodzie i Dlhý Grúň (1061 m n.p.m.) na południowym wschodzie. W kierunku północno-wschodnim spływa spod niej potok Brôtovo, lewobrzeżny dopływ Czarnego Hronu, a w kierunku południowo-zachodnim źródłowe dopływy Kamenistého potoku, również uchodzącego do tej samej rzeki.
Przełęcz ma charakter nieznacznego obniżenia w dosyć wyrównanym grzbiecie i nie ma istotnego znaczenia orograficznego. Przechodzi przez nią natomiast szosa (droga krajowa nr 529) z Brezna w dolinie Hronu na północy do Hryniowej w dolinie Slatiny na południu. Drogą kursują autobusy między wspomnianymi wyżej miastami (przystanek na przełęczy). Na przełęczy cmentarz żołnierzy i partyzantów, poległych w czasie słowackiego powstania narodowego.

## Szlaki turystyczne
Przełęcz jest węzłem szlaków turystycznych, wiedzie przez nią m.in. czerwono znakowany dalekobieżny szlak turystyczny, zwany Rudną Magistralą:
 na Klenovský Vepor 4 godz. 10 min;
 na Zákľuky 2 godz.;
 z przysiółka Dobroč miejscowości Čierny Balog w dolinie Czarnego Hronu 2 godz. 45 min.